# Lyes Saker
Lyes Saker (17 de mayo de 1987) es un deportista argelino que compitió en judo. Ganó una medalla de oro en los Juegos Panafricanos de 2011, y una medalla de bronce en el Campeonato Africano de Judo de 2012.

## Palmarés internacional
| Juegos Panafricanos | Juegos Panafricanos | Juegos Panafricanos | Juegos Panafricanos |
| Año                 | Lugar               | Medalla             | Categoría           |
| ------------------- | ------------------- | ------------------- | ------------------- |
| 2011                | Maputo (Mozambique) | Medalla de oro      | –60 kg              |
| Campeonato Africano |                     |                     |                     |
| Año                 | Lugar               | Medalla             | Categoría           |
| 2012                | Agadir (Marruecos)  | Medalla de bronce   | –60 kg              |